# Cosa Nuestra
Cosa Nuestra es el cuarto álbum de estudio de Willie Colón & Héctor Lavoe. El disco fue el primero del dúo en convertirse en disco de oro, seguido de La Gran Fuga (1971), El Juicio (1972) y Lo Mato (1973).

## Lista de canciones
| N.º | Título                 | Duración |  |
| 1.  | «Che Che Colé»         | 3:30     |  |
| 2.  | «No Me Llores Más»     | 5:35     |  |
| 3.  | «Ausencia»             | 5:10     |  |
| 4.  | «Te Conozco»           | 4:55     |  |
| 5.  | «Juana Peña»           | 5:37     |  |
| 6.  | «Sonero Mayor»         | 4:57     |  |
| 7.  | «Sangrigorda»          | 4:14     |  |
| 8.  | «Tú No Puedes Conmigo» | 3:30     |  |

## Personal

### Músicos
- Willie Colón: líder y trombón
- Héctor Lavoe: voz principal
- Willie Campbell: trombón
- Kent Gómez: piano
- Santi González: bajo
- Milton Cardona: conga
- José Mangual Jr .: bongó, cencerro
- "El pequeño Louie" Romero: timbales

### Técnicos
- Productor: Jerry Masucci
- Ingeniero de audio: Irv Greenbaum
- Director de grabación: Johnny Pacheco
- Estudio de grabación: Beltone Studio, Nueva York, Nueva York
- Fotografía del álbum: Henri Wolfe
- Diseño del álbum: Izzy Sanabria